# ريتشل قسطنطين
ريتشل قسطنطين (بالإنجليزية: Rachel constantine)‏ هي فنانة ورسامة أمريكية، ولدت في 1973 في فيلادلفيا في الولايات المتحدة.